# Monarda eplingiana
Monarda eplingiana es una especie de planta de la familia Lamiaceae. El nombre del género Monarda, es en honor al médico y botánico Nicolás Monardes; y el epíteto honra la memoria del Dr. Carl C. Epling, autoridad principal en las Lamiaceae del Nuevo Mundo.

## Clasificación y descripción
Plantas erectas de unos 60 cm de largo. Tallo sin ramificar, glabro. Hojas de 24 a 45 mm de largo, de 10 a 25 mm de ancho, la parte más ancha cerca de la base; ápice de la hoja atenuado, base de la hoja redondeada; ambas caras de la hoja con cerdas cortas; pecíolos medianos de 5 a 8 mm de largo. Brácteas que sostienen los glomérulos, coloreadas de rojo. Corola pilosa con pocos pelos cortos y delgados; estambres glabros, de 18 a 22 mm de largo; sacos antéricos de 2,5 a 3 mm de largo; estilos glabros de 40 a 45 mm de largo, corola morada.

## Distribución
México: Sierra del Carmen, Coahuila.

## Hábitat
Bosques de pino y encino.